# Witches of the Caribbean
Witches of the Caribbean é um filme homoerótico de terror dirigido por David DeCoteau e lançado em 2005.

## Sumário
Angela é uma adolescente de 17 anos que sofre de um pesadelo recorrente sobre uma bruxa do século 16 queimada até a morte numa praia escura e misteriosa. Para encontrar uma explicação para este pesadelo e recuperar sua vida, ela voa para um retiro de duas semanas em  uma caribenha de Matau. Angela não percebe que em Matau  se esconde uma história terrível, nem mesmo percebe que seus pesadelos na verdade terão sua explicação naquele local. 